# Nécrose vasculaire de la betterave
Pectobacterium carotovorum betavasculorum
Sous-espèce
La nécrose vasculaire de la betterave est une maladie bactérienne des plantes causée par Pectobacterium carotovorum subsp. betavasculorum, bactérie connue autrefois sous les noms de Pectobacterium betavasculorum et Erwinia carotovora subsp. betavasculorum.
Cette espèce de bactérie a été classée dans le genre Erwinia  jusqu'à ce que des preuves génétiques conduisent à la rattacher à un groupe spécifique, le nom d' Erwinia est cependant toujours usité, la maladie étant parfois appelée « pourriture à Erwinia ».
C'est une maladie très destructrice qui a été signalée aux États-Unis ainsi qu'en Égypte et en Iran.
Les symptômes de la maladie sont principalement le flétrissement et des stries noires sur les feuilles et les pétioles.
Elle n'entraîne généralement pas la mort de la plante, mais dans les cas d'infection grave, les betteraves deviennent creuses et sont invendables..
La bactérie est une espèce généraliste qui pourrit les betteraves et d'autres espèces de plantes en sécrétant des enzymes digestives qui dégradent les parois cellulaires et les tissus de parenchyme.
La bactérie se développe dans des conditions chaudes et humides, mais ne peut pas survivre longtemps dans un sol en jachère,.
Elle est cependant capable de persister pendant de longues périodes de temps dans la rhizosphère des mauvaises herbes et des cultures non hôtes,.
Bien qu'elle soit difficile à éradiquer, certaines pratiques culturales peuvent être utilisées pour maîtriser la propagation de la maladie, par exemple en évitant de blesser les plantes et en réduisant ou en éliminant l'application d'engrais azotés.

## Hôtes
Les betteraves fourragères, les betteraves sucrières et les croisements fourragères x sucrières sont tous sensibles à l'infection par Pectobacterium carotovorum subsp. betavasculorum.
Aujourd'hui (2014) la plupart des cultivars de betteraves sont résistants à cet agent pathogène, cependant les isolats varient selon les régions, et certains cultivars de betteraves ne sont résistants qu'à des isolats spécifiques de la bactérie. Par exemple, le cultivar USH11 manifeste de la résistance à la fois envers les isolats du Montana et de Californie, tandis que Beta 4430 est très sensible aux isolats du Montana mais résistant à ceux de Californie.
Parmi les autres cultivars résistants aux isolats de Californie de Pectobacterium caratovorum subsp. betavasculorum figurent Beta 4776R, 4430R et Beta 4035R, mais HH50 a été reconnu sensible.
La sélection pour la résistance à d'autres maladies telles que la jaunisse de la betterave, sans sélectionner également pour la résistance à la nécrose vasculaire, peut produire des cultivars sensibles à l'agent pathogène. On estime par exemple, que l'utilisation des cultivars USH9A et H9B dans la vallée de San Joaquin en Californie a conduit à une (sévère) épiphytie de la maladie au début des années 1970.
Cela fut probablement dû au pool de gènes réduit utilisé lors de la sélection pour la résistance à la jaunisse de la betterave.
Outre la betterave, Pectobacterium carotovara subsp. betavasculorum peut aussi infecter la tomate, la pomme de terre, la carotte, la patate douce, le radis, le tournesol, l'artichaut, les courges, le concombre et le chrysanthème,,,.
D'autres sous-espèces de Pectobacterium carotovora peuvent également être pathogènes pour les betteraves. Erwinia carotovara subsp. atroseptica est l'agent pathogène de la pourriture molle bactérienne qui est responsable de la maladie de la jambe noire de la pomme de terre (Solanum tuberosum), et des variantes de cette bactérie peuvent causer la pourriture des racines de la betterave à sucre
,. Cette sous-espèce a aussi une grande gamme d'hôtes. Erwinia carotovora var. atroseptica a été détectée dans la rhizosphère de la végétation indigène et sur des espèces de mauvaises herbes telles que Lupinus blumerii et Amaranthus palmeri (amarante).
On pense que la réserve de ces inoculums survit sur les plantes non-hôtes dans des zones dans lesquelles ils sont endémiques, ainsi que dans la rhizosphère d'autres cultures telles que le blé et le maïs.

## Symptômes
Les symptômes peuvent se manifester à la fois sur les racines et le feuillage des betteraves, même si les symptômes foliaires ne sont pas toujours présents. S'ils sont présents, les symptômes foliaires consistent en des rayures foncées sur les pétioles et des dépôts de mousse visqueuse, qui sont un sous-produit du métabolisme bactérien, sur la couronne.
Les pétioles peuvent également se nécroser et montrer une nécrose vasculaire. Lorsque les racines sont gravement touchées, le flétrissement se produit aussi.
Les symptômes souterrains consistent en une pourriture des racines, aussi bien molle que sèche. Les faisceaux vasculaires affectés dans les racines se nécrosent et brunissent, et le tissu adjacent à la nécrose devient rose au contact de l'air.
Les plantes qui ne meurent pas complètement peuvent avoir les racines pourries ou caverneuses.
Divers agents pathogènes peuvent causer la pourriture des racines de betteraves ; cependant, les stries noires sur les pétioles et les faisceaux vasculaires nécrosés dans les racines et le tissu rose adjacent, aident à distinguer cette maladie des autres telles que la jaunisse fusarienne (ou fusariose vasculaire). En outre, l'échantillonnage de la rhizosphère des plantes infectées et des tests sérologiques peuvent confirmer la présence d' Erwinia caratovora subsp. atroseptica.

## Cycle de la maladie
Pectobacterium carotovorum subsp.  betavasculorum est une bactérie en bâtonnet Gram négative, avec un flagelle péritriche.
Pour que la bactérie puisse pénétrer dans la betterave, et donc provoquer une infection, il est essentiel qu'il y ait une blessure aux feuilles, aux pétioles ou à la couronne,.
L'infection commence souvent à la couronne, puis descend dans la racine, et peut se produire à n'importe quel moment dans la saison de croissance si les conditions environnementales sont favorables.
Une fois dans la plante, les bactéries envahissent les tissus vasculaires et provoquent des symptômes par l'action d'enzymes qui dégradent les parois cellulaires de la plante, telle que les pectinases, polygalactronases et cellulases.
Cela entraîne une décoloration et une nécrose du tissu vasculaire des racines, et le tissu bordant les faisceaux vasculaires vire au rougeâtre au contact de l'air.
À la suite de l'infection du tissu vasculaire, les bactéries se reproduisent tant que les ressources alimentaires sont disponibles, et la racine commence à pourrir.
Il existe une variabilité importante dans le type de pourriture - celle-ci peut aller d'une pourriture sèche à une pourriture molle et humide - en raison de la multitude de micro-organismes supplémentaires qui peuvent coloniser les tissus endommagés.
À la mort de la betterave, ou après la récolte du champ, l'agent pathogène semble survivre dans des tissus végétaux vivants sélectionnés, comme des racines de betteraves, ou des repousses de betterave.
Cependant, il ne semble pas survivre dans les graines de betterave,,,
ou vivre dans le sol après la récolte,.
L'agent pathogène peut également infecter des carottes, pommes de terre, patates douces, tomates, radis, tournesols, artichauts, courgettes, concombres et chrysanthèmes blessés,, ; toutefois, étant donné que ces plantes sont souvent cultivées à la même époque que la betterave à sucre, elles sont peu susceptibles de devenir des hôtes d'hivernage.

## Environnement
La présence de blessures sur les feuilles, les pétioles ou la couronne est obligatoire pour que l'agent pathogène puisse pénétrer dans le tissu hôte,.
En conséquence, les dégâts de la grêle sont corrélés avec un degré plus élevé d'apparition de la maladie.
Les jeunes plants (de moins de huit semaines) sont également considérés comme étant plus vulnérables à l'infection,.
La température et l'humidité sont des facteurs clés pour déterminer le taux de développement de la maladie. Les températures élevées, 25 à 30 °C, favorisent le développement rapide de la maladie,,
et peuvent entraîner des symptômes aigus.
Les symptômes peuvent également apparaître à des températures aussi basses que 18 °C, mais le développement de la maladie est ralenti ; au-dessous de cette température, les infections ne se développent pas.
L'excès d'eau favorise également le développement de la maladie en fournissant un environnement plus favorable à l'agent pathogène, et s'est révélé être un facteur-clé de l'augmentation des foyers de maladie dans les champs irrigués par aspersion.

### Environnement agricole
Le niveau de fertilisation azotée est fortement corrélé avec le développement de la maladie : on a démontré que les betteraves à sucre livrées avec un taux d'azote en excès ou adéquat sont plus atteintes par la maladie que celles ayant une teneur en azote sous-optimale,,.
C'est un paradoxe pour les agriculteurs car augmenter la fertilisation azotée permet d'augmenter le rendement en sucre des betteraves saines, mais aggrave la maladie des betteraves infectées. Ainsi, selon la gravité de l'infection, le rendement peut diminuer malgré l'utilisation accrue d'engrais.
L'espacement entre les plantes a aussi une incidence sur le degré de l'infection : un plus grand espacement en ligne engendre davantage de racines malades.
Cela peut être dû au fait qu'un plus grand espacement favorise une croissance plus rapide et, partant, une plus grande probabilité de fissures dans la couronne, ou en raison de la quantité accrue de l'azote disponible pour chaque plante.
Étant donné que le pathogène a plusieurs hôtes, il est important pour les agriculteurs de se méfier des autres plantes dans les environs. L'agent pathogène peut survivre dans des mauvaises herbes, et peut infecter d'autres cultures telles que carottes, pommes de terre, patates douces, tomates, radis, courges et concombres, lorsqu'elles sont atteintes de lésions,,. Par conséquent, la présence de ces plantes peut augmenter l'apport d'inoculum.

### Environnement en laboratoire
Si l'agent pathogène est cultivé en laboratoire, il peut se développer sur des milieux MS (Miller-Schroth), peut utiliser le saccharose pour faire des sucres réducteurs, et il peut utiliser le lactose, le méthyle alpha-glucoside, l'inuline ou le raffinose pour faire des acides.
Il est également capable de survivre en culture avec des niveaux de sodium allant jusqu'à 7 à 9 %, et à des températures aussi élevées que 39 °C.

## Méthodes de lutte
Étant donné que la bactérie ne peut pas survivre dans les graines,, la meilleure façon de prévenir la maladie est de s'assurer que le matériel végétal multiplié par voie végétative soit exempt d'infection, de sorte que la bactérie n'entre pas dans le sol. Toutefois, si des bactéries sont déjà présentes, il existe des méthodes qui peuvent être utilisées pour diminuer l'infection.

### Pratiques culturales
Parce que les bactéries pénètrent facilement dans la plante par les blessures, les pratiques culturales qui minimisent les lésions des plantes sont importantes pour maîtriser la propagation de la maladie.
La culture n'est pas recommandée, car les machines peuvent être contaminées et propager physiquement la bactérie dans le sol.
La déchirure accidentelle des feuilles ou de la cicatrisation de la racine peuvent également se produire en fonction de la taille de la plante cultivée, ce qui permet aux bactéries de pénétrer davantage dans les plantes. En cas de buttage des betteraves, le plus grand soin doit être pris pour éviter de souiller la couronne avec de la terre, parce que l'agent pathogène est transmis par le sol, ce qui pourrait aggraver l'exposition de la plante aux bactéries, augmentant ainsi le risque d'infection.
La plupart des bactéries sont mobiles et peuvent nager, mais elles ne peuvent pas se déplacer très loin en raison de leur petite taille. Cependant, elles peuvent être emportées par l'eau, et des déplacements significatifs de Pectobacterium peuvent résulter du ruissellement après une période d'irrigation ou de pluie.
Pour maîtriser la propagation de la maladie, limiter l'irrigation est une autre stratégie. Les bactéries prospèrent également dans des conditions humides, de sorte que limiter l'excès d'eau peut permettre de maîtriser à la fois la prolifération et la gravité de la maladie.
Un plus grand espacement en ligne provoque également une aggravation de la maladie. Dans un champ infecté, le rendement diminue de façon linéaire lorsque l'espacement est supérieur à 15 cm. Aussi un espacement de 15 cm ou moins est recommandé.
Les bactéries peuvent également utiliser des engrais azotés pour accélérer leur croissance, de ce fait limiter ou éliminer la fumure azotée permet de réduire la gravité de la maladie. Par exemple, lorsque l'engrais est épandu sur un champ infecté, le taux d'infection par la racine passe de 11 % (sans apport d'azote) à 36 % (avec 336 kg d'azote/ha), et le rendement en sucre diminue.
| Cultivar | Résistance | Source |
| -------- | ---------- | ------ |
| H9       | non        | [ 17 ] |
| H10      | non        | [ 17 ] |
| C17      | non        | [ 17 ] |
| 546 H3   | modérée    | [ 17 ] |
| C13      | non        | .      |
| E540     | non        | .      |
| E538     | non        | .      |
| E534     | modérée    | .      |
| E502     | modérée    | .      |
| E506     | oui        | .      |
| E536     | oui        | .      |
| C930-35  | modérée    | .      |
| C927-4   | modérée    | .      |
| C930-19  | oui        | .      |
| C929-62  | oui        | .      |

### Variétés résistantes
La bactérie peut survivre dans la rhizosphère d'autres cultures telles que la tomate, la carotte, la patate douce, le radis, et la courge,,
ainsi que dans des mauvaises herbes comme le lupin et l'amarante, si bien qu'il très difficile de s'en débarrasser complètement.
Quand on sait que le sol est infecté, planter des variétés résistantes peut être la meilleure défense contre la maladie.
De nombreux cultivars de betteraves disponibles sont résistants à Pectobacterium carotovorum subsp.  betavasculorum, et quelques exemples sont fournis dans le tableau ci-contre. Une liste complète est maintenue par l'USDA sur le Germplasm Resources Information Network (réseau d'information des ressources de matériel génétique).
Même si certains gènes associés à la réponse de défense de la racine ont été identifiés, le mécanisme spécifique de résistance est inconnu, et il fait l'objet de recherches.

### Lutte biologique
Des virus bactériophages, qui infectent des bactéries, ont été utilisés comme moyens de lutte efficace contre des maladies bactériennes dans des expériences de laboratoire. Cette technique relativement nouvelle est une méthode de lutte prometteuse qui est actuellement (2014) à l'étude. Les bactériophages sont très spécifique de l'hôte, ce qui les rend respectueux de l'environnement car ils n'affectent pas d'autres micro-organismes bénéfiques pour le sol.
Parmi les bactériophages identifiés comme des moyens de contrôle efficace de Pectobacterium carotovorum subsp. betavasculorum figurent les souches ΦEcc2, ΦEcc3, ΦEcc9, ΦEcc14. Mélangés avec un engrais et appliqués à des bulbes de callas inoculés dans une serre, ils ont réduit les tissus malades de 40 à 70 %.
La souche ΦEcc3 semblait être la plus efficace, en réduisant le pourcentage de plantes malades de 30 à 5 % dans un premier essai et de 50 à 15 % dans un second essai.
Ils ont également été utilisés avec succès pour réduire la pourriture de la laitue causée par Pectobacterium carotovorum subsp. carotovorum, autre espèce de bactéries  étroitement apparentée à celle qui provoque la nécrose vasculaire de la betterave.
Bien qu'il soit plus difficile d'appliquer des bactériophages en plein champ, cela n'est pas impossible, et des essais en laboratoire et en serre montrent que les bactériophages sont potentiellement un moyen de lutte très efficace. Cependant, il y a quelques obstacles à surmonter avant que des essais au champ puissent commencer.
Un grand problème est qu'ils sont lésés par les rayons UV, aussi l'application du mélange de bactériophages en soirée aidera à promouvoir leurs chances de réussite. De plus, apporter les bactériophages avec des bactéries sensibles non pathogènes pour qu'ils se répliquent avec celles-ci peut assurer une persistance adéquate jusqu'à ce que les bactériophages puissent se propager jusqu'aux bactéries ciblées.
Les bactériophages sont incapables de tuer toutes les bactéries, car ils ont besoin d'une population dense de bactéries pour les infecter et se propager efficacement, et bien que les phages aient pu réduire jusqu'à 35 % le nombre de plantes malades, environ 2000 unités formant colonie (UFC) par millilitre (estimation de cellules de bactéries vivantes) ont pu survivre au traitement.
Enfin, l'utilisation de ces bactériophages exerce une forte sélection sur les bactéries hôtes, ce qui provoque une forte probabilité d'apparition de résistance au bactériophage agresseur. Il est donc recommandé de multiplier les souches du bactériophage utilisé dans chaque application de façon que les bactéries n'aient aucune chance de développer une résistance à n'importe quelle souche.

## Importance économique
La maladie a été identifiée pour la première fois dans les années 1970 dans l'Ouest des États-Unis : Californie, Washington, Texas, Arizona et Idaho, et a provoqué au début des pertes de rendement importantes dans ces régions.
Erwinia caratovara subsp betavascularum n'a été  découvert au Montana qu'en 1998. Quand il est apparu, la nécrose vasculaire de la betterave a causé des baisses de rendement de 5 à 70 % dans les exploitations agricoles de la vallée de Bighorn (Montana).
Aujourd'hui (2014), les pertes de rendement dues à cette maladie sont relativement rares et isolées, du fait que la plupart des producteurs plantent des variétés résistantes. Le taux d'infection est généralement faible si des cultivars résistants sont choisis ; toutefois, des conditions plus chaudes et plus humides peuvent conduire à une incidence de la maladie plus élevée que la normale.
Si l'infection se produit, la pourriture bactérienne des racines peut non seulement causer des pertes économiques au champ, mais aussi en phase de stockage et lors de la transformation.
Dans les usines de transformation, les racines pourries compliquent le tranchage, et la boue produite par les bactéries peut obstruer les filtres. Cela est particulièrement problématique avec les betteraves infectées tardivement, qui sont généralement récoltées et traitées avec les betteraves saines. La maladie peut aussi réduire la teneur en sucre, ce qui réduit considérablement la qualité.